# Francis Gary Powers
Francis Gary Powers (Jenkins, 17 de agosto de 1929 — Los Angeles, 1º de agosto de 1977) foi capitão da Força Aérea dos Estados Unidos. Era o Piloto norte-americano do avião espião da CIA U-2, abatido enquanto sobrevoava a União Soviética, em 1960, causando assim a "Crise do U-2".

## Biografia
Nasceu em Jenkins, Kentucky e cresceu em Pound, Virgínia, cidade na fronteira da Virgínia com Kentucky. Depois de graduar-se no Milligan College, Tennessee, Gary alistou-se na Força Aérea dos Estados Unidos, em 1950. Para completar seu treinamento (52-H) foi escalado para o 468º Esquadrão Estratégico de Combate na Base Aérea de Turner, Geórgia, pilotando um F-84 Thunderjet. Foi designado para operações na Guerra da Coreia, mas (de acordo com seu filho) foi recrutado pela CIA por causa de seu extraordinário trabalho com uma aeronave a jato com um único motor. Alçou o posto de Capitão da Aeronáutica em 1956, integrando-se ao programa U-2 da CIA.
Gary Powers morreu em um acidente de helicóptero em 1º de agosto de 1977, quando voava com um modelo Bell 206 Jet Ranger. A causa apontada foi falta de combustível, e sua queda ocorreu próximo de Encino. Antes do choque no solo, Gary Powers conseguiu desviar de uma área de lazer onde crianças estavam brincando, evitando uma tragédia ainda maior.

## Incidente com avião U2 em 1960
A inteligência soviética, em especial a KGB, tinha tido conhecimento das missões do U-2 desde 1956, mas não tinham contra-medidas eficazes até 1960. O U-2 de Powers que partiu de uma base aérea militar em Peshawar no Paquistão pode ter recebido o apoio da Estação Aérea dos Estados Unidos em Badaber (Estação Aérea Peshawar), foi abatido por mísseis S-75 Dvina (SA-2 Surface to Air) em 1º de maio de 1960, sobre Sverdlovsk. Powers foi incapaz de ativar mecanismo de auto-destruição do avião antes que ter acionado seu paraquedas e foi capturado.
Quando o governo dos Estados Unidos soube do desaparecimento de Powers sobre a União Soviética, emitiu um comunicado afirmando que um "avião meteorológico" havia se desviado do curso e que seu piloto tinha "dificuldades com o seu equipamento de oxigênio." O que os funcionários da CIA não sabiam era que o avião caiu quase totalmente intacto e os soviéticos recuperaram seus equipamentos. Powers foi interrogado exaustivamente pela KGB durante meses antes de fazer uma confissão e um pedido de desculpas público por sua participação na espionagem.
Em 2010, documentos da CIA foram liberados, indicando que "altos funcionários norte-americanos nunca acreditaram no voo fatídico de Powers, pois parece contradizer diretamente um relatório da Agência de Segurança Nacional, a rede clandestina dos Estados Unidos de decifradores e postos de escuta. Um relatório da NSA permanece confidencial, possivelmente para poupar seus autores. Pois agora é possível juntar o que realmente aconteceu sobre Sverdlovsk em 1 de Maio de 1960 e para entender por que a agência de inteligência mais secreta dos Estados Unidos tem de tão errado". De acordo com o artigo citado, o relatório ainda confidencial da NSA (National Security Agency) está incorreto, baseado nos documentos da CIA que foram abertos e que mostram que o depoimento de Powers sobre ter sido atingido em ar estava correto.

## Powers e o U2: A Missão
Powers recebeu ordem para sobrevoar a URSS em Peshawar, Paquistão, no dia 1º de maio. Havia chegado ao local poucos dias antes, vindo num avião de carga de Adana, Turquia, onde sua seção estava baseada, com escala possivelmente em Bahrein.  
Seu avião estava equipado com sete câmeras de grande ângulo, na parte inferior. Também tinha equipamentos para registrar sinais de radares, com uma carga tripla de explosivos, que o piloto podia detonar com um atraso, para ter tempo de ejetar-se. Além disso, ele leva apetrechos de piloto (macacão-escafandro, isolante, com oxigênio) e de espião (revólver com silenciador, 200 cartuchos, punhal, equipamentos de pesca, barco pneumático, mapa roteiro da URSS, sinalizador, lâmpada elétrica, duas bússolas, uma serra, rações alimentares, 7 500 rublos em notas, moedas de ouro e trocos, relógios, um pequeno cilindro dissimulado com gotas de veneno fulminante).
Os voos eram mais ou menos mensais. O voo de Powers no dia foi marcado para o dia 1º de maio por três razões: 1) previsão de bom tempo, o que não ocorreu; 2) a CIA descobrira que a URSS finalizara um novo foguete, que estaria na rampa de lançamento em Sverdlovsk; e 3) nesse dia a URSS festejava o Dia do Trabalho. No entanto, a Cúpula de Paris estava marcada para apenas duas semanas depois. Após isso, o avião de Gary é abatido pelos russos, e ainda assim ele não detona os explosivos, conseguindo sair da cabine antes de chegar ao chão. 
Washington é alertada do sumiço do “Puppy 68”; Khruschev observa no desfile do 1º de Maio na Praça Vermelha, quando o ministro da Defesa, Mal. Malinovski, fala alguma coisa ao seu ouvido, e ele sorri. Após o anúncio do episódio, os soviéticos divulgam algumas imagens supostamente dos destroços do avião. O engenheiro Johnson, pai do U2, viu as fotos e negou que eles fossem do avião. E afirmou que, se os russos tinham o U2, não era porque o tinham abatido, mas porque ele sofrera pane e descera muito abaixo da altitude de cruzeiro.
A estratégia de divulgar imagens de outros destroços (na verdade de um Topolev 104) deu aos técnicos russos a chance de estudar com calma os destroços reais. Os destroços verdadeiros, ao lado dos apetrechos encontrados com Powers, foram exibidos numa exposição aberta no dia 11 de maio, no Parque Gorki. No mesmo lugar haviam sido expostos aviões alemães abatidos na Segunda Guerra Mundial, evocando entre os russos uma rejeição às artimanhas ocidentais. 

## Depois da queda do U2
- [3 de maio] Um primeiro informe divulga que “Um avião monomotor da força aérea dos Estados Unidos, tripulado por um só homem, desapareceu hoje nas montanhas de difícil acesso no sudoeste da Turquia, não longe da fronteira soviética. Levantara voo para efetuar uma missão de meteorologia. O piloto assinalou que o equipamento de oxigênio funcionava mal. Três aparelhos prosseguem as pesquisas para encontrar o avião...”.[9] Barbara Powers foi informada no dia anterior do desaparecimento do marido. Até aí o pessoal da CIA estava tranquilo, achando que o avião explodira ou que Powers negaria tudo, e tudo depois voltaria às boas. Enquanto os EUA tentam dar explicações confusas, por vários dias ignoram que Powers estava vivo e que havia inúmeros destroços inteiros. Isso se deu graças à habilidade de Khruschev, que vai ridicularizar os norte-americanos
- [5 de maio] Acontece uma sessão do Soviete Supremo, para a qual Khruschev convidou os diplomatas ocidentais. Lá, ele anuncia duvidar das chances da cúpula de Paris de ter resultados, e declara que certos meios dos EUA contrariaram os esforços de Eisenhower pela paz com a violação das fronteiras por um avião abatido. E não revela mais nada. No mesmo dia, ainda sem saber sobre Powers e os destroços, o porta-voz dos EUA responde que um U2 sofreu pane de oxigênio e seguiu em piloto automático além da rota, entrando na URSS. A noite, o embaixador dos EUA em Moscou informa que há chance do piloto estar vivo, aconselhando prudência.
- [6 de maio] O aviso do embaixador é ignorado. “Não há vontade deliberada, nenhuma, repito, de violar o espaço aéreo soviético, nem nunca houve!”,[10] afirma o porta-voz do Departamento de Estado. A NASA vem a público explicar que o U2 só fotografava as nuvens, e que o avião estava pintado de azul. Nem a imprensa dos EUA acreditava muito: especialistas militares avaliam a história como inverossímil.
- [7 de maio] Khruschev anuncia que Powers está vivo, que reconheceu ser sua missão recolher informações de militares e que trabalhava num serviço de informações. Fornece alguns pormenores sobre o avião, a queda, as fotografias tiradas. “Eis o que fazem os americanos antes da conferência de cúpula” (p. 98), critica ele. Ainda assim, ele se diz aberto a acreditar que Eisenhower não sabia das ações da CIA, e com isso dá a Eisenhower uma saída, ainda que isso significasse admitir ser cego às ações da CIA. No mesmo dia, uma declaração oficial informa que nenhuma autorização escrita foi dada por Washington para o voo do U2. Mas o Departamento de Estado é levado a reconhecer que os EUA se dedicam à espionagem. “Foi pensando no perigo de um ataque-surpresa que aviões como o U2 ... fizeram voos nas fronteiras do mundo livre ao longo dos últimos quatro anos”,[11] afirmava o trecho de uma declaração. E lembram que em 1955 a URSS recusou uma proposta de “céu aberto” feita por Eisenhower. Khruschev fica satisfeito com essa resposta – mas por pouco tempo. Por outro lado, num encontro diplomático, o ministro de Negócios Estrangeiros dos EUA informa a Khruschev que os presidentes impõem diretrizes de segurança que incluem colher informações para a proteção dos EUA e do mundo livre, e que não havia mistério nisso
- [11 de maio] Eisenhower, enfim, realiza coletiva de imprensa e justifica sua decisão. Na declaração, ressalta que a) ninguém quer um novo Pearl Harbor, b) os serviços de informação não empregam militares, c) essas atividades secretas são algo “repugnante mas vital”, dada a falta de jogo aberto dos soviéticos, e d) haverá coisas mais importantes a tratar do que este caso na cúpula de Paris. Para os estrategistas da CIA, a declaração foi um erro: o presidente não tinha de ter assumido nada. Allen Dulles, da CIA, já estava até se preparando para levar a culpa e livrar o presidente.

## A Cúpula de Paris
- [15 de maio] Inicia a cúpula. Por ocasião da abertura, a URSS havia lançado um satélite de 4 toneladas com sucesso. Nas reuniões, Khruschev pede algo que os EUA jamais aceitariam: que os EUA peçam desculpas à URSS.
- [16 de maio] Em reunião com líderes acompanhados de assessores e ministros, Khruschev acrescenta encolerizado: os EUA devem condenar os atos de provocação, renunciar à sua política para a URSS e julgar os culpados... Seu discurso é raivoso, pede “ou a coexistência pacífica, ou a guerra...”,[12] e termina chamando a um novo encontro após seis ou oito meses (quando os EUA já terão um novo presidente). Eisenhower se limita a que já havia declarado; informa que os voos dos U2 foram suspensos e não serão retomados, e que está determinado em obter um acordo. Alfineta Khruschev, dizendo que este só quer tumultuar a cúpula tornando sua fala pública. Ao final, nenhum acordo é feito. Os EUA colocam suas defesas em estado de alerta, mas, apesar do discurso forte, a URSS não faria investida alguma
- [17 de maio] De Gaulle tenta uma última jogada: convoca um novo encontro para as 15h. Sabendo antecipadamente que os EUA não pedirão desculpas e continuarão negando suas condições, Khruschev pede para atrasar a reunião, mas não comparece
- [18 de maio] Khruschev se despede dos líderes da França e Inglaterra. Depois, fala à imprensa, reiterando seu discurso na cúpula e atacando o imperialismo de forma dura, sob aplausos e vaias. Mas se notou que ele afirmou que a URSS ainda desejava a coexistência pacífica, e de novo agendou um encontro após seis ou oito meses (a essa altura a situação será bem outra: haverá conversas diretas EUA-URSS, com um telefone vermelho na Casa Branca e no Kremlin)
- [Resultado da cúpula] Khruschev mostrou sua força e revelou ainda estar contra o imperialismo, mas isso não lhe reconquista o apoio da China; já os líderes ocidentais se alinham em oposição à URSS.

## O julgamento – 1º dia (17 de agosto)
É realizado no imponente Salão das Colunas da Casa dos Sindicatos (Dom Soyuz), em Moscou, onde figuras como Lênin foram velados pela povo, décadas antes. Tendo como participantes: Roman Andreevitch Rudenko, procurador-geral da URSS; V. Borissoglebski, juiz-presidente do tribunal; D. Vorobiev e O.A. Zakharov, assessores do juiz-presidente; Mikhail Griniev, advogado de Powers indicado pelo governo russo.
Inicia-se com o prólogo e leitura dos direitos de Powers. São eles: testemunhar; inquirir técnicos e testemunhas; acrescentar novos elementos à sua defesa; e mudar de advogado. Em seguida, começam os Questionamentos de Rudenko, que busca revelar papel de aliados na espionagem.
Powers alega que voava a 68 000 pés, ou 21 000 metros de altitude, que sua missão era acionar o equipamento fotográfico, e aponta no mapa os alvos das imagens (evidenciando o alcance profundo no território soviético). Ao final, deveria pousar em Bodoe, Noruega. Ele afirma que cumpriu tudo o que lhe foi pedido, até ser abatido. Comenta que estava um tanto nervoso de voar sobre a URSS. Quando perguntando se seria tão fácil soltar uma bomba atômica quanto manipular o equipamento fotográfico, ele afirma que sim. Nesse momento a audiência é suspensa.
Ao retomar-se a audiência, Rudenko questiona a altitude em que o U2 estava ao ser atingido. Powers responde 68 000 pés (21 000 metros), mas não assume o que o atingiu. Ele diz: “Foi a essa altitude que fui atingido por qualquer coisa”.
O procurador questiona se Powers tinha conhecimento do programa de reconhecimento em território soviético, ao que ele nega. Powers fala ainda que a base de Adana foi visitada por autoridades de alto escalão. Rudenko pede detalhes sobre outras bases, em especial a da Alemanha, ao que Powers afirma que conhecia pouco, mas estivera lá de férias. Rudenko fica irado, e termina sua inquirição.
É a vez do advogado de defesa, Griniev. A estratégia dele era mostrar que Powers foi um “instrumento” irresponsável, que era apenas um homem vindo da classe trabalhadora, a fim de criar identificação com os trabalhadores russos. Ele mostra imagens da fazenda da família de Powers, pergunta se Powers pertenceu a partidos políticos (não pertencera); pergunta sobre como ele lavou louça para ajudar a pagar a faculdade; seu gosto pelo esporte, seus sonhos de ser médico e sua paixão pela aviação.
O piloto conta detalhes de sua rotina antes das missões, e revela que não podia se recusar a participar de nenhuma delas. Sobre a missão do 1º de maio, revela que devia destruir o avião em caso de aterrissagem forçada. Revela ainda que estava tenso antes do voo.
Griniev pergunta como foi sua acolhida na URSS, e ele conta como foi bem socorrido após a queda do avião, que não sofreu tortura nem ouviu falar dessa possibilidade. Powers informa que o dinheiro soviético que tinha o ajudaria a escapar, inclusive por suborno. Mas, atuando como um dócil acusado diante do procurador, afirma que nem tentou.
Ao final do primeiro dia de julgamento, a família de Powers conclui que ele fez um “depoimento inteligente e de bom senso”.

## O julgamento – 2º dia  (18 de agosto)
Francis se diz arrependido e joga a culpa nos seus superiores, dizendo ser deles a competência pelo fracasso da cúpula internacional e pelo conflito militar. A atitude de Powers decepciona os norte-americanos, que já o tinham como fraco por não ter destruído o aparelho nem ter se suicidado quando preso.
Testemunham os quatro lavradores que encontraram e capturaram Powers após a queda: Assabine, Tchujakine, Tcherémissine e Sorine. Assabine chegou primeiro, achou que era um piloto soviético em dificuldades (levou pito do procurador, pois um piloto soviético jamais abandonaria seu avião), mas ouviu o idioma estrangeiro e resolveu prender Powers. Chegam os outros, notam que está em choque e ferido. Todos o levam num carro ao Soviete vizinho, onde agentes do serviço de segurança de Sverdlosk já tinham sido prevenidos da queda do avião. Ao chegar, os agentes cumprimentam os camponeses e levam Powers aos superiores. Logo, Khruschev é avisado. Powers acena para cada um amistosamente quando vão embora.
Em seguida testemunham os técnicos do Soviete. Um deles diz que o conteúdo da seringa de Powers matou um cão em minutos; ele afirma que não mataria ninguém para fugir, que a seringa era para ele mesmo. Outro fala da pistola, e Powers garante que era para caça, e que jamais mataria ninguém (aparenta sinceridade). Os cartuchos incendiários, ele continua, eram para fazer fogueira, caso necessário. Das câmeras, só sabia que devia apertar um botão. Sobre os mapas, diz “os meus chefes indicaram-me o itinerário e devia segui-lo estritamente. Era uma ordem”.  Da ausência de identificação no aparelho não cuidou de verificar, pois era da competência de seus superiores. Após a exposição sobre a carga explosiva, o técnico conclui que o U2 “podia fotografar objetivos militares e industriais, alguns fazendo parte do segredo militar e de Estado da União Soviética”. (contradiz o procurador, que dissera que os segredos militares russos continuavam sendo secretos).
Ao final do segundo dia de julgamento, novamente os Powers concluem que Francis causou boa impressão no tribunal.

## O julgamento – 3º dia (19 de agosto)
Inicia-se com a declaração de Rudenko. O início da fala do procurador dá o tom de sua declaração final: “O processo do aviador-espião norte-americano Powers não denuncia apenas os crimes cometidos pessoalmente pelo acusado; denuncia os atos criminosos e agressivos dos meios governamentais dos Estados Unidos...”. Diz que os EUA transgridem normas internacionais de forma criminosa, violam a soberania de outros Estados; enquanto os soviéticos têm desejo de paz e fazem política pacífica, obrigados a possuir artilharia antiaérea contra os desmandos imperialistas. Além disso, relembra as afirmações mentirosas do governo dos EUA para justificar o caso e fugir da responsabilidade.
Ele também afirma que Khruschev trabalhou em prol do sucesso da cúpula de Paris, mas Eisenhower, com a missão do U2, era quem na verdade queria fazer fracassar a conferência.  Relembra os preparativos do voo, destacando como foi premeditado.
No terreno do Direito Internacional, afirma que o princípio básico internacional da soberania do Estado sobre seu território foi violado pelos EUA. Podem ser fotografias, podem ser bombas: qualquer voo é um ataque aéreo. A ação dos EUA põe em perigo toda a humanidade. Compara os EUA a Hitler, que invadiu a Áustria e a Checoslováquia dizendo serem medidas preventivas. Diante disso, ele afirma que Powers cometeu espionagem e o compara aos aviadores que soltaram bombas sobre Hiroshima e Nagasaki – aqui ele usa um argumento por conveniência, pois a URSS era inimiga do Japão e não reclamou do bombardeio sobre o país à época.  Por fim, pede ao Tribunal a pena capital para Powers, mas, tendo em conta o arrependimento dele, não insiste na pena de morte, mas em 15 anos de prisão.
É a vez de Griniev. Ele começa falando justamente de sua posição delicada e do dever profissional de defender o acusado. O dever dele, como Rudenko, é atacar os EUA, mas atenuando o papel de Powers no episódio de espionagem: daí destaca que o piloto recebeu ordens; que não cumpriu todas, deixando o avião inteiro; e que, dessa forma, acabou permitindo à URSS saber do que os EUA faziam. Ele considera que Powers seria julgado nos EUA por divulgar segredos de Estado, teria 10 anos de prisão e multa de milhares de dólares. E cita o próprio réu: “Não sei se voltarei aos EUA, pois se regresso, serei novamente julgado”.
Griniev também lembra que Powers vem de família trabalhadora, que a faculdade custa caro nos EUA, que há desemprego e que a necessidade de dinheiro corrompeu sua moral. Com isso, tira a culpa de Powers e a joga no capitalismo e na moral burguesa, para justificar-se, cita atenuantes: franqueza de Powers; é jovem, tem 31 anos; ignorava o que teria de fazer ao assinar contrato com a CIA. Por fim, apela para a magnanimidade e a grandeza da URSS em conceder uma pena mais leve e fazer dela um exemplo humanitário.
Por último, Francis faz sua declaração. Reconhece que cometeu crime e pede ao Tribunal para levar em conta: as circunstâncias que o levaram a isso; que nenhum segredo de Estado foi revelado aos EUA; e que nunca sentiu animosidade alguma contra os russos. Pede para ser julgado não como inimigo, mas como homem que não tem nada contra os russos, que reconhece o erro e lamenta por ele.
A audiência é suspensa para ser retomada às 17h. O veredicto: o tribunal considera que o episódio foi violação criminosa do princípio de soberania do Estado sobre seu espaço aéreo; o ato ameaçou a paz mundial; que houve crime segundo o artigo 2º da lei da URSS (espionagem). Porém, reconhece o arrependimento de Powers e, em acordo com os princípios humanistas, condena o piloto a 10 anos de privação de liberdade, três deles na prisão, a partir de 1º de maio (retroativa).
Logo após, Gary se reúne com pais e esposa, e sobre o caso só lamenta que o advogado tenha atacado tanto os EUA, e diz que apesar de tudo, é norte-americano. (havia jornalistas e militares na sala).

## Após o julgamento
Na URSS, o caso vira propaganda política por meses, nos cinemas, nas reuniões de fábricas, etc., é sempre citado.
Os EUA cancelaram todas as missões dos U2; discute-se se os militares realmente não foram inconsequentes ao permitir a missão antes da cúpula de Paris. Teria valido a pena se tivessem descoberto um superfoguete da URSS - o que não aconteceu.
Na URSS, Khruschev tinha uma situação delicada: sua aproximação com o Ocidente já era malvista pelos militares russos, achavam que ele estava minando o comunismo e a dissensão com a China não é reparada.
Em reunião da ONU nos EUA, em setembro de 1960, Khruschev faz confusão atacando a todos e batendo com o sapato na mesa. Mas diz: “Há e sempre haverá espiões. Tratamos Powers com clemência. Vocês eletrocutaram os Rosenberg, e eles jamais se consideraram culpados. Powers teve dez anos, e será libertado em três”. (Os Rosenberg foram um casal de judeus acusados de espionar para a Rússia; foram os primeiros civis mortos por espionagem nos EUA, em 1953).

## A troca na Ponte Glienicke
Os EUA queriam a liberdade ou a redução da pena de Powers, e tinham um trunfo: o espião soviético Rudolf Abel. Abel era mestre no disfarce, passava despercebido como cidadão, e só foi capturado após anos pela CIA, em 1957. O próprio Allen Dulles, chefe da CIA, reconhecia o gênio do espião.
O julgamento de Abel não foi divulgado dentro da URSS, que negou que Abel fosse russo. Foi julgado nos EUA, tendo como advogado James Donovan. Foi condenado a 30 anos de prisão. No processo, ele nunca revelou nada aos EUA.
Após 18 meses de conversações, mediada pelos pais de Powers e pela esposa de Abel, a troca foi selada num almoço dos Kennedys com os Adjubei, família do genro de Khruschev. Em 10 de fevereiro de 1962, Peter Salinger, porta-voz da Casa Branca, lê o comunicado informando a troca dos espiões, sem datas. Na URSS, anunciou-se que as desculpas da família e o arrependimento dele levaram o Governo a perdoá-lo.
A troca ocorreu no mesmo dia, na Glienicke Brücke, ponte que separava os setores Ocidental e Oriental de Berlim. De um lado e outro, agentes da CIA e KGB; Powers e Abel; e pessoas capazes de reconhecê-los, um deles um piloto do grupo de Powers. Na mesma ocasião, em outro local, foi libertado um estudante surpreendido espionando na Rússia, aparentemente incluído no acordo de troca.

## O retorno aos EUA
O presidente Kennedy foi criticado por fazer a troca; diziam ser um erro trocar um espião por um piloto, achavam uma troca desequilibrada.
Gary Powers é ouvido pela CIA e pelo Senado. Afirma que pensou em apertar o botão de destruição do avião, mas que queria sair da nave antes. No entanto, ao fazê-lo, não conseguiu mais apertar o botão. A CIA, após 24 dias de audições, aceita a justificativa do instinto de conservação, e o absolve.
Num livro publicado em 1970, Powers defende uma hipótese nunca provada: Lee Harvey Oswald, o possível assassino de Kennedy, teria dado à URSS o acesso a informações sobre um radar capaz de detectar aviões a grandes altitudes quando foi operador de radar da Marinha. No relatório da morte de Kennedy, Oswald revelara ter oferecido aos russos “a comunicação de todas as informações que possuísse sobre a Marinha norte-americana”.